# Mocambo
Mocambo is een Belgische band die ontstond uit een samenwerking van de Belgisch/Braziliaanse rapper Le Tagarel (pseudoniem van Allessandro Vlerick) en saxofonist/keyboardspeler Tartaruga (Tim Wulleman). Mocambo mixt hiphop met invloeden uit afrobeat, jazz, funk en vooral Braziliaanse muziek, met raps in het Frans en Portugees. Mocambos is de naam voor gemeenschappen die werden gesticht door ontsnapte Braziliaanse slaven toen het land een kolonie was van Portugal
In 2013 overleed Le Tagarel's Braziliaanse moeder, en met Tataruga maakte hij vervolgens een reis naar de Braziliaanse kusstad  Fortaleza. Hier werd het debuutalbum Aruanda geschreven. Aruanda is een term uit de Afro-Braziliaanse mythologie die verwijst naar een utopisch paradijs van vrijheid, die als een citadel van licht ergens in de ionosfeer in een baan rond de aarde zou draaien.
Op het album wordt het kernduo bijgestaan door de Braziliaanse gitarist Pablo Casella, de Brussels-Congolese zanger Témé Tan (Tanguy Haesevoets), drummer Stephen Scharmin en bassist Jan-Sebastiaan Degeyter.

## Discografie
- Aruanda (2015 Zephyrus)